# Solens rötter
Solens rötter är det sjätte fullängdsalbumet av Vintersorg, utgivet den 27 april 2007 av skivbolaget Napalm Records.

## Låtlista
1. "Döpt i en jökelsjö" – 5:25
2. "Perfektionisten" – 4:17
3. "Spirar och gror" – 6:32
4. "Kosmosaik" – 5:31
5. "Idétemplet" – 4:52
6. "Naturens mystär" – 5:00
7. "Att bygga en ruin" – 5:29
8. "Strålar" – 5:10
9. "Från materia till ande" – 5:48
10. "Vad aftonvindens andning viskar" – 4:49

Alla låtar skrivna av Mr. Vintersorg.

## Medverkande
Vintersorg
- Vintersorg (Andreas Hedlund) – sång, elgitarr, akustisk gitarr, keyboard, trumprogrammering
- Mattias Marklund – gitarrer

Bidragande musiker
- Johan Lindgren – basgitarr
- Nils Johansson – keyboard

Produktion
- Vintersorg – producent, ljudtekniker, ljudmix
- Mattias Marklund – producent, ljudtekniker, omslagsdesign
- Nils Johansson – ljudtekniker, ljudmix, mastering
- Nina Muhonen – foto